# Ammobates vinctus
Ammobates vinctus là một loài Hymenoptera trong họ Apidae. Loài này được Gerstäcker mô tả khoa học năm 1869.